# Sandra Roelofs
Sandra Elisabeth Roelofs–Saakashvili (Terneuzen, 23 dicembre 1968) è una diplomatica e attivista olandese con cittadinanza georgiana, First Lady della Georgia dal 2004 al 2013, quando suo marito Mikheil Saakashvili fu presidente del paese.

## Biografia
Roelofs è nata a Terneuzen, nei Paesi Bassi nel 1968. Nel 1991 si è laureata in lingua francese e tedesca presso la Erasmushogeschool di Bruxelles e nel 1993 ha frequentato i corsi presso l'Istituto Internazionale dei Diritti Umani di Strasburgo. Ha incontrato Mikheil Saakashvili nel 1993 a Strasburgo e nello stesso anno si è trasferita a New York dove ha lavorato alla Columbia University e in uno studio legale olandese. A New York i due si sono sposati. Nel 1996 la coppia è arrivata in Georgia, dove Roelofs ha lavorato per il Comitato Internazionale della Croce Rossa ed il consolato del Regno dei Paesi Bassi a Tbilisi. 
Dal 1999 al 2003, Roelofs è stato docente in visita di lingua francese presso l'Università statale di Tbilisi ed è stata corrispondente radiofonico per la radio olandese. Oltre al suo olandese nativo, Roelofs parla francese, inglese, tedesco, russo e georgiano. 
Roelofs ha acquisito la cittadinanza georgiana nel gennaio 2008 ed è una cittadina olandese-georgiana.
Roelofs si è candidata per il Movimento nazionale unito alle elezioni parlamentari georgiane del 2016. Correva nel distretto di Zugdidi ed era la numero due nella lista del partito. Il Movimento Nazionale Unito ha vinto 27 seggi nelle liste del partito (a livello nazionale). Il voto iniziale del distretto di Zugdidi dell'8 ottobre 2016 è stato però annullato in diversi seggi elettorali e il 22 ottobre 2016 si è tenuto un voto ripetuto e ancora una volta Roelofs si è classificata seconda nel distretto. Roelofs ha rifiutato di partecipare al ballottaggio del secondo turno del distretto di Zugdidi del 30 ottobre 2016, sostenendo che i risultati ufficiali erano stati falsificati (aggiungendo non solo in questo distretto elettorale ma in tutto il paese).  Il 7 novembre 2016 ha anche rinunciato al seggio nella lista del partito e quindi non è diventata deputata al parlamento georgiano.

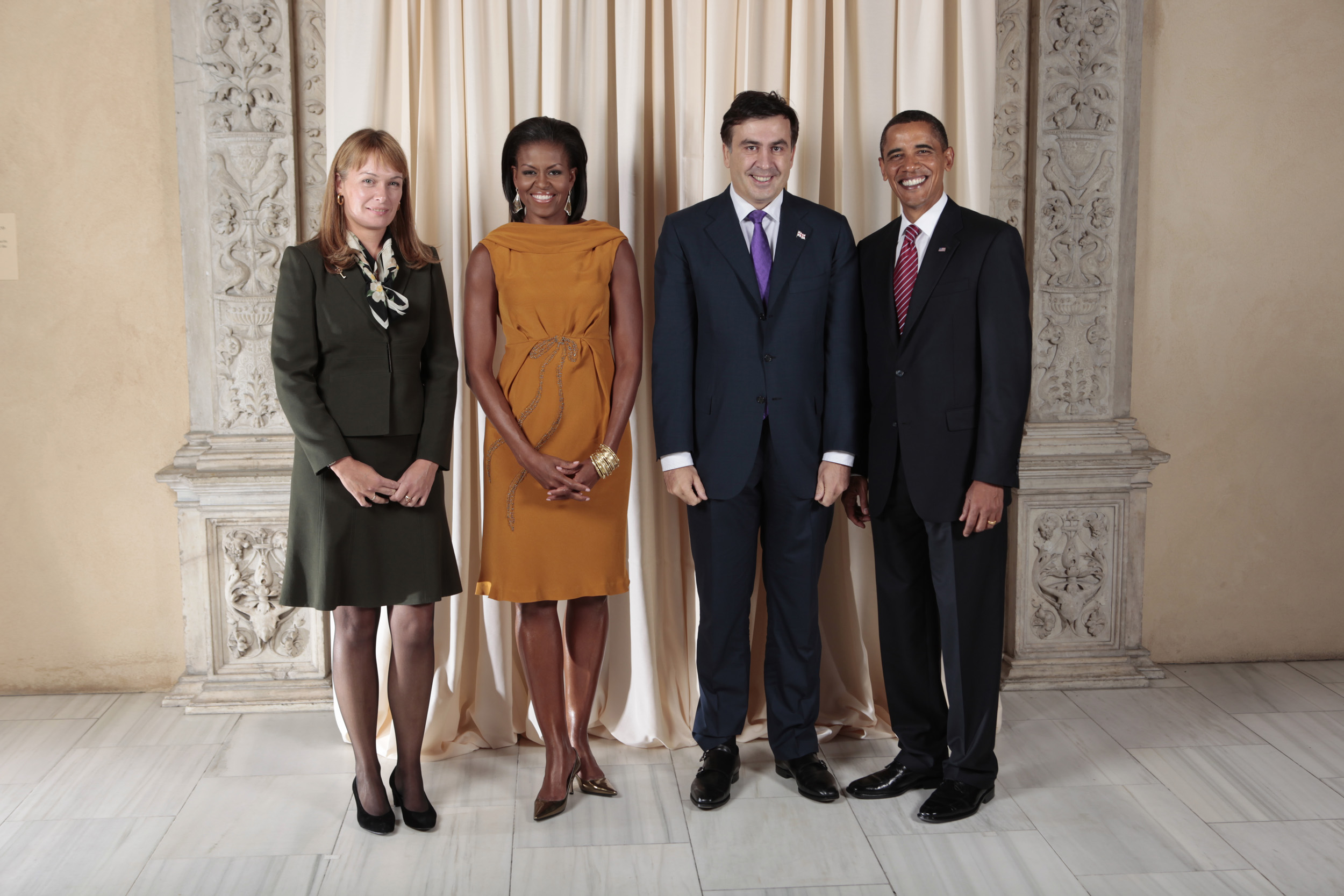
Sandra Roelofs, Michelle Obama, Mikheil Saakashvili e Barack Obama nel 2009

Roelofs e Saakashvili hanno due figli, Eduard (nato nel 1995) e Nikoloz (nato nel 2005).
Pochi giorni prima del ritorno in Georgia nell'ottobre 2021, Saakashvili ha registrato un video su Facebook con la deputata ucraina Jelyzaveta Jas'ko in cui hanno rivelato di avere una relazione romantica. Pochi giorni dopo Jas'ko osservò che Sandra Roelofs era "l'ex moglie" di Saakashvili. Non c'erano notizie dei media che Saakashvili e Roelofs avessero divorziato.  Roelofs era stata "colta di sorpresa" dall'annuncio video di Jas'ko e Saakashvili e ha osservato su Facebook (il 7 ottobre 2021) che "la sua forma era assolutamente inaccettabile".
Il libro autobiografico di Roelofs The Story of an Idealist (2005) è stato tradotto in georgiano, russo, ucraino, polacco, turco, azero e inglese.